# Lingua chakassa
La lingua chakassa o chakasso (riportata anche come khakasso o hakasso; nome nativo: Хакас тілі, traslitterato Hakas tîlî; in russo: xакасский язык, chakasskij jazyk) è una lingua turca parlata nella Federazione Russa.

## Distribuzione geografica
Al censimento russo del 2010 il chakasso risultava parlato da 42.600 persone. I locutori sono stanziati prevalentemente in Chakassia, nel Territorio di Krasnojarsk e nella repubblica di Tuva.

### Dialetti e lingue derivate
La lingua è suddivisa in diversi dialetti, la maggior parte dei quali fra loro intelligibili.

## Classificazione
Secondo Ethnologue, la classificazione della lingua chakassa è la seguente:
- Lingue altaiche
  - Lingue turche
    - Lingue turche settentrionali
      - Lingua chakassa

## Sistema di scrittura
Per la scrittura viene utilizzato l'alfabeto cirillico ed è così composto: Аа Бб Вв Гг Ғғ Дд Ее Ёё Жж Зз Ии Йй Іі Кк Лл Мм Нн Ңң Оо Ӧӧ Пп Рр Сс Тт Уу Ӱӱ Фф Хх Цц Чч Ӌӌ Шш Щщ Ъъ Ыы Ьь Ээ Юю Яя.